# Renato Barbieri
Renato Barbieri, född 15 januari 1903 i Livorno, död 11 november 1980 i Livorno, var en italiensk roddare.
Barbieri blev olympisk silvermedaljör i åtta med styrman vid sommarspelen 1932 i Los Angeles.